# Килийский уезд
Кили́йский уезд (рум. Județul Chilia) — административная единица Румынского королевства, существовавшая на оккупированной территории бывшей Бессарабии в 1941—1944 годах. Административный центр — Килия.

## История
Образован в 1941 году на территории оккупированной Молдавской ССР из западной половины бывшего Аккерманского и небольшой восточной части бывшего Измаильского уездов Бессарабии. Входил в состав губернаторства Бессарабия.
В 1944 году территория Молдавской ССР была освобождена и возвращена в состав СССР с восстановлением административного деления в соответствии с указом Президиума ВС СССР.

## Население
Состав населения по переписи 1941 года. Всего - 136 469 чел.:
- украинцы - 33,6 %
- болгары - 26,77 %
- румыны - 18,7 %
- русские - 18,13 %
- гагаузы - 1,29 %
- поляки - 0,65 %
- немцы - 0,11 %
- евреи - 0,09 %

## Административное деление
Территория Килийского уезда (жудеца) была разделена на три пласы: Килия, Тарутино и Татарешты, а также два города как самостоятельные единицы: Килия (orașul Chilia) и Вилков (orașul Vâlcov).